# Diazótrofo
Los diazótrofos son bacterias que hacen fijación de nitrógeno atmosférico en una forma más disponible como es el amonio (Postgate, 1998).
Un diazótrofo es un organismo que es capaz de crecer sin fuentes externas de nitrógeno fijado. Ejemplos de organismos que hacen esto son los Bradyrhizobia, Frankia (en simbiosis) y Azospirillum (en vida libre). Todos los diazótrofos contienen sistemas hierro-molibdeno nitrogenasas. Dos de los más estudiados sistemas son sobre Klebsiella pneumoniae y Azotobacter vinlandii. Esos sistemas se han usado debido a su simpicidad genética (trazabilidad) y su rápido crecimiento y multiplicación (Dixon and Kahn 2004).

## Tipos de diazótrofos
Los diazótrofos se entremezclan entre grupos taxonómicos bacteriales (mayormente en la Eubacteria pero también hay un par en Archaea). Inclusive dentro de una especie que puede fijar nitrógeno puede haber razas que no lo fijan (Postgate, 1998). La fijación se interrumpe cuando otras fuentes de nitrógeno están disponibles, y, en muchas especies, cuando el oxígeno está a una presión parcial alta. Las bacterias tienen diferentes caminos de soportar los efectos debilitantes del oxígeno sobre las nitrogenasas, listadas más abajo.

### Diazótrofos de vida libre
- Anaerobios. Son anaerobios obligados que no toleran oxígeno salvo si no están fijando nitrógeno. Ellos viven en hábitats bajos en oxígeno, como suelos y materia vegetal muerta. Clostridium es un ejemplo. Bacterias reductoras de sulfato son importantes en los sedimentos de los océanos (e.g. Desulfovibrio), y algunas arqueas metanógenas fijan nitrógeno en lodos y en los intestinos de los animales (Postgate 1998).
- Anaerobios facultativos. Estas especies pueden crecer tanto con oxígeno como sin él, pero solo fijan nitrógeno de forma anaerobia. A menudo, respiran el oxígeno tan pronto como lo consiguen manteniendo los niveles de oxígeno libre bajos. Algunos ejemplos son Klebsiella pneumoniae, Bacillus polymyxa,  Bacillus macerans y  Escherichia intermedia (Postgate, 1998).
- Aerobios. Estas especies requieren oxígeno para crecer, aunque su nitrogenasa resulte debilitada si se expone al oxígeno. Azotobacter vinelandii es el más estudiado de estos organismos. Emplea tasas de respiración muy elevadas y compuestos protectores para evitar el daño por el oxígeno. Muchas otras especies reducen asimismo los niveles de oxígeno de este modo, pero con menores tasas de respiración y tolerancia al oxígeno.(Postgate 1998).
- Fototrofos. Las cianobacterias son bacterias fotosintéticas que generan oxígeno como subproducto de la fotosíntesis, y a pesar de ello además algunas son capaces asimismo de fijar nitrógeno; muchas son bacterias coloniales que poseen células especializadas en la fijación de nitrógeno(heterocistos) en las que no se dan los pasos productores de oxígeno de la fotosíntesis. Ejemplos de ellas son  Anabaena cylindrica y  Nostoc commune. Otras cianobacterias no poseen heterocistos y pueden fijar nitrógeno sólo en condiciones de bajos niveles de luz y oxígeno (p.ej. Plectonema) (Postgate 1998).

### Diazótrofos simbióticos
- Rizobios -- Estas especies son asociadas con leguminosas, plantas de la familia Fabaceae. El oxígeno está ligado a la Leghemoglobina en los nodos de las raíces que dan hospedaje a las bacterias simbiontes, y son suministradas a una velocidad que no perjudica la nitrogenasa (Postgate 1998).
- Frankias -- Mucho menos es conocido de estos 'actinorhizal' fijadores de nitrógeno. Las bacterias además infectan las raíces y formnan nódulos como estructuras. Frankia forma estructuras tipo quiste y en estos nódulos es donde la fijación de Nitrógeno ocurre (Vessey et al., 2005). Frankias además producen hemoglobinas (Beckwith et al., 2002), pero su función principal es menos entendida que para rhizobia (vessey et al., 2005). Aunque al principio parezca que ellas infectan grupos de plantas no relacionadas (alders, Pino australianos, California lilac, bog myrtle, bitter brush, Dryas), revisiones de filogenia of angiospermias muestran una cercanía de estas especies y las leguminosas (Soltis et al., 1995; Vessey et al. 2005).
- Cyanobacteria -- También existen cianobacterias simbióticas. Algunas asociadas con fungi como liquenes, con liverworts, con un fern, y con un cycad (Postgate, 1998). Estas no forman nódulos (de hecho la mayoría de las plantas no tienen raíces). Heterocysts secuestra el oxígeno, como se mencionó antes.  La asociación con helechos es importante agriculturalmente: el helecho acuático Azolla protege Anabaena el cual es un importante abono verde para la cultura del arroz (Postgate, 1998).
- Asociación con animales -- Aunque diazotropos han sido encontrados en las entrañas de los animales, usualmente hay suficiente amonio presente para suprimir la fijación de nitrógeno (Postgate 1998). Las termitas bajo una dieta baja de nitrógeno pueden realizar alguna fijación, pero su contribución al suministro de nitrógeno es insignificante. Las carcomas pueden ser las únicas especies que dan beneficios significativos a los simbiontes (Postgate 1998).

## Importancia
En términos de generar nitrógeno disponible a otros organismos, las asociaciones simbióticas grandemente exceden a las spp. de vida libre con la excepción de cianobacterias (Postgate, 1998).